# Ribeira do Pombal (gemeente)
Ribeira do Pombal is een gemeente in de Braziliaanse deelstaat Bahia. De gemeente telt 49.263 inwoners (schatting 2009).

## Aangrenzende gemeenten
De gemeente grenst aan Banzaê, Cícero Dantas, Heliópolis, Quijingue, Ribeira do Amparo en Tucano.